# Etibar Məmmədov

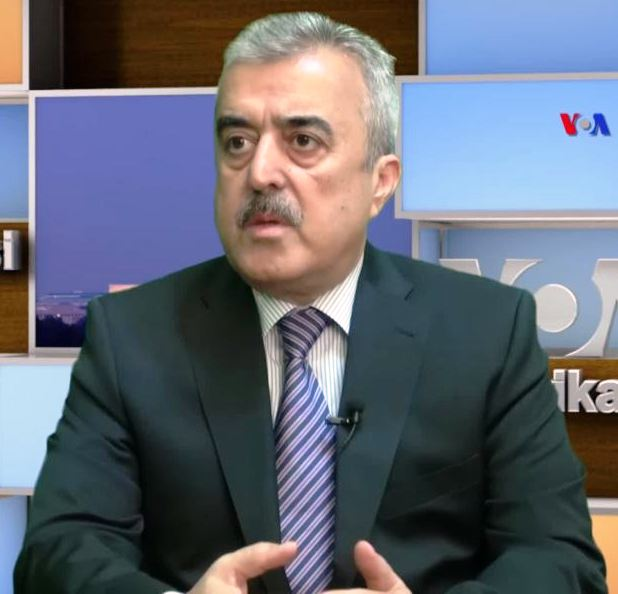
Etibar Məmmədov in 2016

Etibar Məmmədov oder Etibar Mammedov (* 2. April 1955 in Baku, Aserbaidschanische SSR damals Sowjetunion) ist ein konservativer aserbaidschanischer Politiker.
Er trat 1998 und 2003 bei Präsidentschaftswahlen für die Nationale Unabhängigkeitspartei (AMİP) an. Im Jahre 1998 unterlag er mit 11,8 % der Stimmen auf Platz zwei und erreichte 2003 mit 2,6 % der Stimmen den 4. Platz.
Er bekleidet auch das Amt eines stellvertretenden Vorsitzenden der Internationalen Demokratischen Union.